# Fittonia
Classification APG III (2009)
Genre
Fittonia est un genre de plantes à fleurs de la famille des Acanthaceae originaires de Colombie et du Pérou. Poussant dans les forêts pluvieuses, elles exigent un taux d'humidité élevé.
Le nom Fittonia a été donné par Eugène Coemans en hommage à la botaniste irlandaise Sarah Mary Fitton et à sa sœur Elizabeth.

## Liste des espèces
Selon "The Plant List" 9 octobre 2012
- Fittonia albivenis  (Lindl. ex Veitch) Brummitt , (1979)
- Fittonia gigantea  Linden , (1869)

Selon NCBI (3 août 2010) :
- Fittonia albivenis
- Fittonia verschaffeltii

## Espèces aux noms synonymes, obsolètes et leurs taxons de référence
Selon "The Plant List", 9 octobre 2012
- Fittonia verschaffeltii (Lem.) Van Houtte 	= Fittonia albivenis  (Lindl. ex Veitch) Brummitt, (1979)
- Fittonia verschaffeltii var. argyroneura (Coem.) Regel = Fittonia albivenis (Lindl. ex Veitch) Brummitt, (1979)
- Fittonia verschaffeltii f. argyroneura (Coem.) Voss = Fittonia albivenis (Lindl. ex Veitch) Brummitt, (1979)
- Fittonia verschaffeltii var. pearsei G. Nicholson 	= Eranthemum pulchellum, Andrews, (1800)

## Espèces au statut non encore résolu
Selon "The Plant List", 9 octobre 2012
- Fittonia argyroneura Coem.
- Fittonia pearcei (Veitch) Verschaff.